# Marije Tolman
Marije Tolman (1976) is een Nederlandse tekenaar van prentenboeken.

## Leven en werk
Tolman is een dochter van de beeldend kunstenaar Ronald Tolman uit Beuningen. Zij groeide op in deze Gelderse plaats. Zij werd als grafisch ontwerper opgeleid aan de Koninklijke Academie van Beeldende Kunsten in Den Haag. Ook studeerde zij aan het Edinburgh College of Art in Schotland. Na haar opleiding legde zij zich toe op het illustreren van kinderboeken. Haar werk werd niet alleen in Nederland maar ook in Brazilië, Duitsland, Frankrijk, Italië, Korea, Mexico, Portugal, Spanje en de Verenigde Staten uitgegeven. Samen met haar vader maakte zij De Boomhut, dat in 2010 bekroond werd met het Gouden Penseel.
Haar werk werd onder meer geëxposeerd in het Kinderboekenmuseum in Den Haag, de Kunsthal Rotterdam en het Rijksmuseum Amsterdam.

## Prijzen
- 2007 - Leespluim voor Schattig
- 2008 - Kinder- en Jeugdjury Vlaanderen: Schattig gekozen als Beste kinderboek voor 0 tot 6 jaar
- 2008 - Vlag en Wimpel voor Mejuffrouw Muis en haar heerlijke huis
- 2010 - Bologna Ragazzi Award voor De boomhut
- 2010 - Het Gouden Penseel voor De boomhut
- 2019 - White Raven voor Kleine struis: Een voorleesverhaal over bang zijn, samen met de auteur Kim Crabeels
- 2019 - White Raven voor Vosje, samen met Edward van de Vendel. De White Raven is een selectie van bijzondere kinder- en jeugdboeken van over de hele wereld, gemaakt door de Internationale Jugendbibliothek in München.
- 2019 - Zilveren Penseel voor Vosje. Auteur Edward van de Vendel kreeg voor dit boek een Zilveren Griffel.
- 2021 - Nominatie de Boon voor Kinder- en Jeugdliteratuur (longlist) voor Er was eens een koe van auteur Pim Lammers.

## Bestseller 60
| Boeken met noteringen in de Nederlandse Bestseller 60 | Jaar van verschijnen | Datum van binnenkomst | Hoogste positie | Aantal weken | Opmerkingen                         |
| ----------------------------------------------------- | -------------------- | --------------------- | --------------- | ------------ | ----------------------------------- |
| Een zee van tijd                                      | 2022                 | 02-03-2022            | 8               | 17           | in samenwerking met Youp van 't Hek |
| Egalus                                                | 2022                 | 12-10-2022            | 1(1wk)          | 3            |                                     |
| Flappie                                               | 2022                 | 09-11-2022            | 36              | 1            | in samenwerking met Youp van 't Hek |
| Eeuwige trouw                                         | 2025                 | 25-06-2025            | 23              | 2            | in samenwerking met Youp van 't Hek |